# Parafia Matki Bożej Różańcowej w Szerzynach
Parafia pw. Matki Bożej Różańcowej w Szerzynach – parafia rzymskokatolicka znajdująca się w diecezji tarnowskiej w dekanacie Ołpiny. Erygowana w XIII wieku. Mieści się pod numerem 287. Prowadzą ją księża diecezjalni.

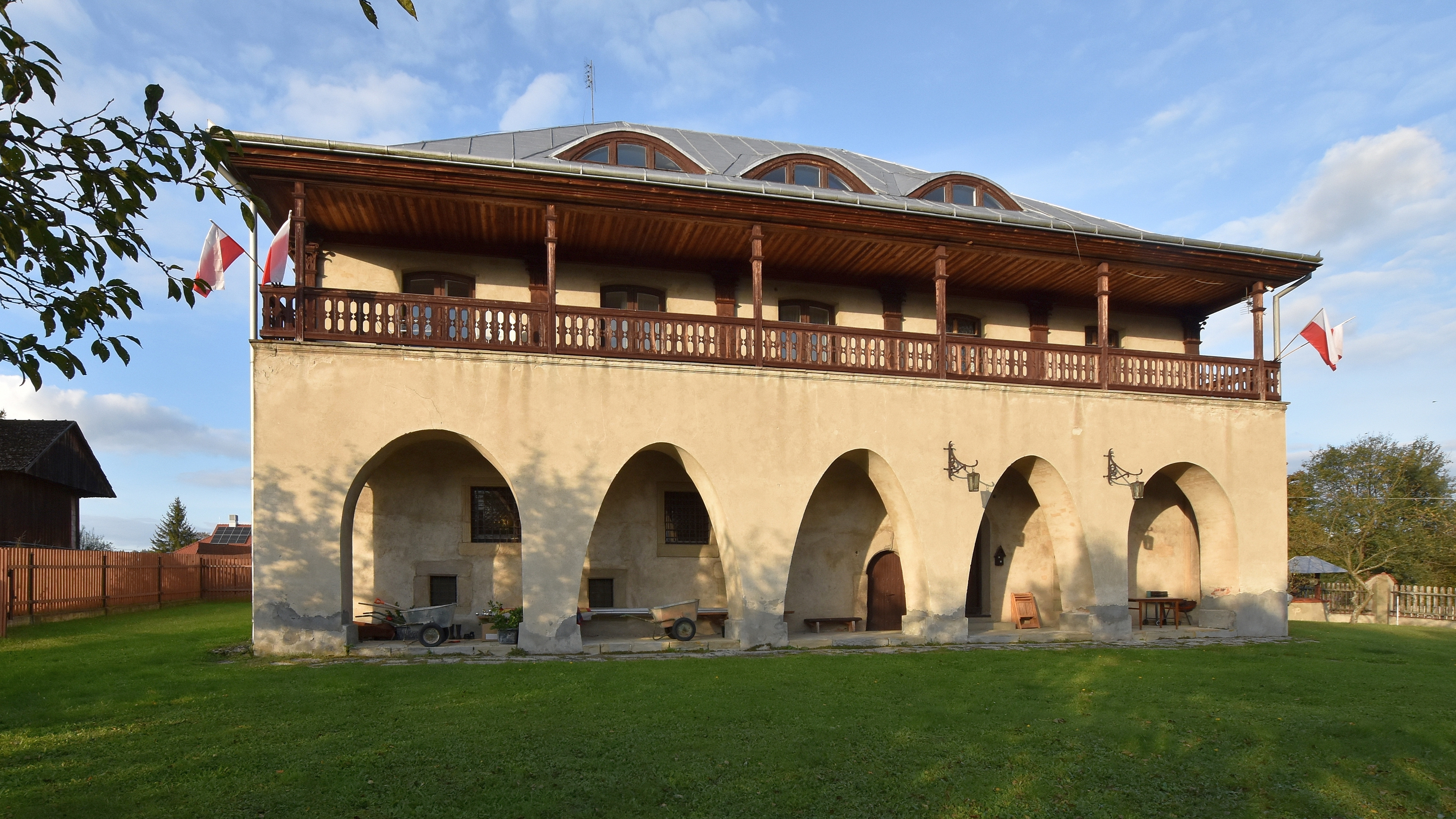
Plebania w dawnym dworze